# روبرت بريغز (شاعر)
روبرت بريغز (بالإنجليزية: Robert Briggs)‏ هو شاعر أمريكي، ولد في 1929 في أوماها في الولايات المتحدة، وتوفي في 29 مايو 2015 في بورتلاند في الولايات المتحدة.

## وصلات خارجية
- الموقع الرسمي